# Riftia pachyptila
Riftia pachyptila – gatunek wieloszczeta z rodziny Siboglinidae. Są to  bezkręgowce morskie żyjące na dnie oceanicznym na głębokościach powyżej 2 km, wokół ujść kominów hydrotermalnych. Należą do zwierząt o wyjątkowo dużej tolerancji na wysokie temperatury (termofile) i na duże stężenia związków siarki. Ich ciało, osłonięte rurką  chitynową, dorasta do 2,5 m długości. Czerwony "pióropusz" wystający z górnego, otwartego końca rurki jest silnie unaczynionym organem służącym do pobierania z otaczającej wody substancji niezbędnych do życia (np. H2S, CO2, O2). W razie zagrożenia "pióropusz" może być wciągany w głąb rurki. Substancje pobierane przez "pióropusz" są transportowane wraz z krwią do wnętrza ciała i stanowią materiał odżywczy dla bakterii chemosyntetyzujących żyjących w wyspecjalizowanym organie zwierzęcia (tzw. trofosomie). Dorosłe osobniki nie posiadają w ogóle układu pokarmowego (występuje on u postaci larwalnej). Odżywiają się substancjami organicznymi wytwarzanymi przez symbiotycznie współżyjące z rurkoczułkowcem bakterie, które mogą stanowić nawet połowę masy ciała zwierzęcia. Tworzą w ten sposób podstawę układów troficznych rozwijających się wokół kominów hydrotermalnych na dużych głębokościach, zupełnie niezależnych od dopływu światła słonecznego, a wykorzystujących proces chemosytezy związków organicznych kosztem energii chemicznej, prowadzony przez bakterie. Riftia pachyptila do transportu tlenu, dwutlenku węgla i siarczków do wnętrza ciała wykorzystuje specyficzne, zawarte w jej krwi, hemoglobiny o wyjątkowo złożonej strukturze (zawierają od 24 do 144 łańcuchów globiny i tyleż struktur hemu). Te złożone odmiany hemoglobiny są odporne (inaczej niż u innych zwierząt) na zatrucie siarkowodorem.

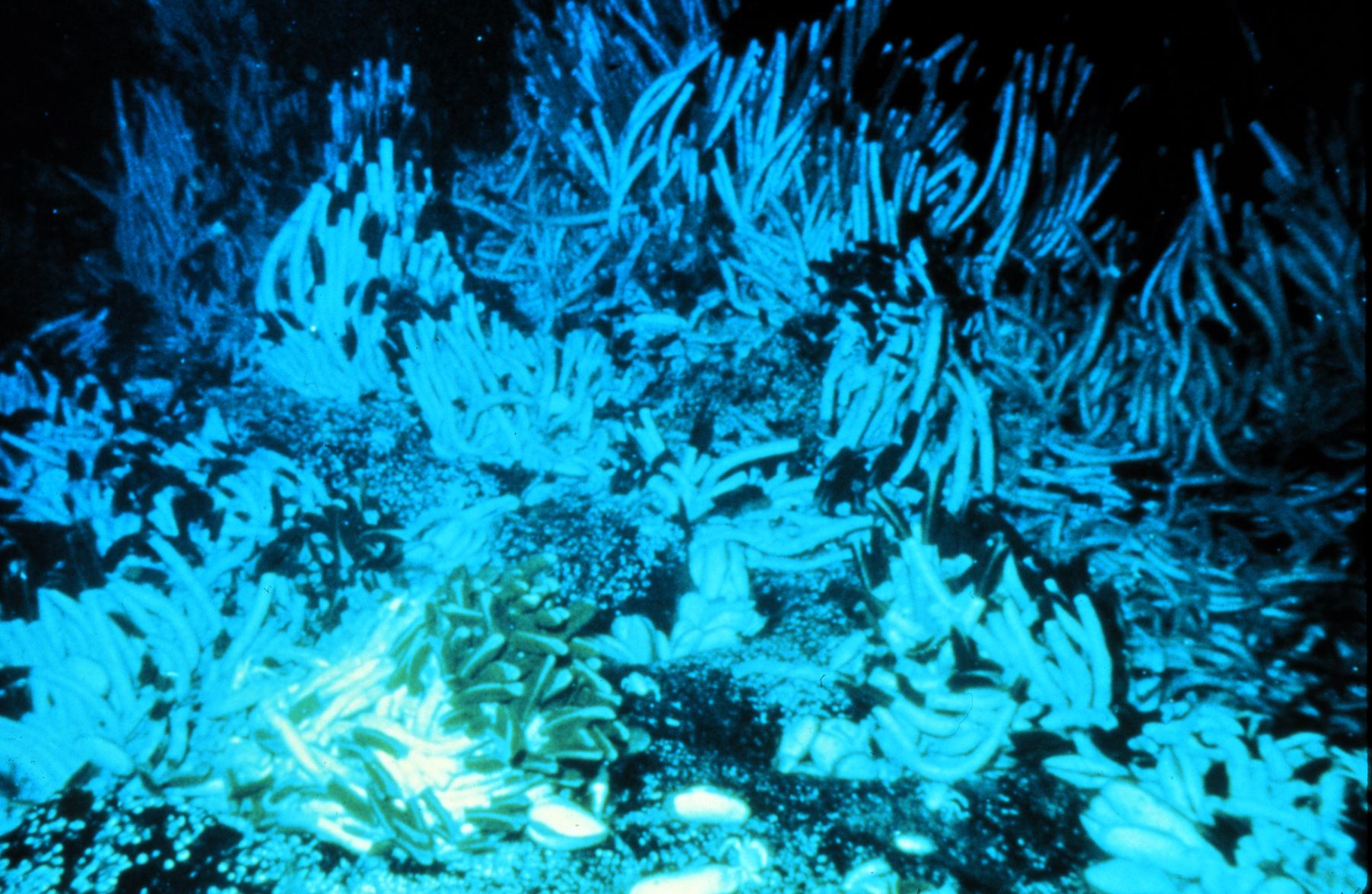
Rurkoczułkowce żyjące wokół kominów hydrotermalnych żywią się substancjami organicznymi wytwarzanymi przez symbiotycznie współżyjące z nimi bakterie, zamieszkujące wnętrze ich ciała